# Église San Vittore al Corpo
L'église San Vittore al Corpo est un lieu de culte catholique situé au 25 Via San Vittore à Milan. Le monastère annexe est occupé par le  Musée des sciences et des techniques Léonard de Vinci.

## Histoire
L'église San Vittore al Corpo et l'édifice attenant font partie d'un ancien monastère de l'ordre Olivetan construit au début du XVIe siècle. Le site possédait autrefois une basilique et un mausolée du IVe siècle qui conservaient les dépouilles des empereurs Gratien et Valentinien III. La basilique a été agrandie au VIIIe siècle  pour abriter les reliques des saints Vittore et Satiro. Un monastère bénédictin fut attaché à l'église. En 1507, le monastère fut transféré aux Olivetans, qui ont entrepris sa restructuration.
La reconstruction de l'église a été commencée en 1533 par Vincenzo Seregni et complétée en 1568 par Pellegrino Tibaldi. La façade est inachevée. 
Pendant les guerres napoléoniennes, le site est devenu un hôpital militaire, puis une caserne. Il a subi des dégâts lors des bombardements de 1943. Le monastère abrite le  Musée des sciences et des techniques Léonard de Vinci.

## Œuvres
Le dôme a été peint à fresque en 1617 par Guglielmo Caccia (dit « il Moncalvo  »). Dans la chapelle de saint Antoine se trouve une toile de 1619 (Mort de l'Ermite Saint Paul ) de Daniele Crespi . Dans le transept de gauche, se trouve un cycle de toiles du début du XVIIe siècle des Histoires de San Benedetto, d'Ambrogio Figino, tandis que le transept comporte un retable de Camillo Procaccini. D'autres chapelles possèdent des peintures de Pompeo Batoni et Giovanni Battista Discepoli.